# Ixtlahuaca
Ixtlahuaca é um município do estado do México, no México.